# Okres České Budějovice
České Budějovice (Duits: Budweis) is een district (Tsjechisch: Okres) in de Tsjechische regio Zuid-Bohemen. De hoofdstad is České Budějovice. Het district bestaat uit 109 gemeenten (Tsjechisch: Obec). Sinds 1 januari horen ook de gemeenten Čenkov u Bechyně en Dražíč bij dit district. Deze gemeenten hoorden daarvoor respectievelijk bij de okres Tábor en de okres Písek.

## Lijst van gemeenten
De obce (gemeenten) van de okres České Budějovice. De vetgedrukte plaatsen hebben stadsrechten. De cursieve plaatsen zijn steden zonder stadsrechten (zie: vlek).
Adamov - Bečice - Borek - Borovany - Borovnice - Boršov nad Vltavou - Bošilec - Branišov - Břehov - Čakov - Čejkovice - Čenkov u Bechyně - České Budějovice - Čížkrajice - Dasný - Dívčice - Dobrá Voda u Českých Budějovic - Dobšice - Dolní Bukovsko - Doubravice - Doudleby - Drahotěšice - Dražíč - Dříteň - Dubičné - Dubné - Dynín - Habří - Hartmanice - Heřmaň - Hlavatce - Hlincová Hora - Hluboká nad Vltavou - Homole - Horní Kněžeklady - Horní Stropnice - Hosín - Hosty - Hradce - Hranice - Hrdějovice - Hůry - Hvozdec - Chotýčany - Chrášťany - Jankov - Jílovice - Jivno - Kamenná - Kamenný Újezd - Komařice - Kvítkovice - Ledenice - Libín - Libníč - Lipí - Lišov - Litvínovice - Ločenice - Mazelov - Mladošovice - Modrá Hůrka - Mokrý Lom - Mydlovary - Nákří - Nedabyle - Neplachov - Nová Ves - Nové Hrady - Olešnice - Olešník - Ostrolovský Újezd - Petříkov - Pištín - Planá - Plav - Radošovice - Roudné - Rudolfov - Římov - Sedlec - Slavče - Srubec - Staré Hodějovice - Strážkovice - Strýčice - Střížov - Svatý Jan nad Malší - Ševětín - Štěpánovice - Temelín - Trhové Sviny - Týn nad Vltavou - Úsilné - Včelná - Vidov - Vitín - Vlkov - Vrábče - Vráto - Všemyslice - Záboří - Zahájí - Závraty - Zliv - Zvíkov - Žabovřesky - Žár - Žimutice
České Budějovice · Český Krumlov · Jindřichův Hradec · Písek · Prachatice · Strakonice · Tábor